# Финал чемпионата мира по регби 1995
Финал чемпионата мира по регби 1995 года состоялся 24 июня в городе Йоханнесбург на стадионе «Эллис Парк». В присутствии 63 тысяч зрителей право обладать титулом чемпиона мира оспаривали две сборные: ЮАР, хозяева турнира, также известные под прозвищем «Спрингбокс», и Новая Зеландия, чемпионы мира 1987 года, также известные под прозвищем «Олл Блэкс».
Чемпионом мира впервые в своей истории стала сборная ЮАР, победившая в дополнительное время Новую Зеландию со счётом 15:12. Очки от каждой сборной набирали по одному игроку: от новозеландцев это был Эндрю Мертенс, забивший три штрафных и один дроп-гол, а от южноафриканцев — Джоэль Странски, забивший три штрафных и два дроп-гола. Именно дроп-гол в исполнении Странски принёс «Спрингбокс» первую в их истории победу в финале чемпионата мира: вторую они одержали спустя 12 лет в Париже, причём в составе той сборной был чемпион мира 1995 года, левый столб Ос дю Рандт.
Кубок Уэбба Эллиса — трофей чемпионата мира по регби — получил капитан «Спрингбокс» Франсуа Пинар из рук президента Южно-Африканской Республики Нельсона Манделы, который на матче носил регбийку сборной ЮАР с номером 6 и крикетную кепку.

## Перед финалом
Сборная ЮАР впервые в истории участвовала в чемпионате мира, поскольку в 1987 и 1991 годах её по причине проводимой политики апартеида не допускали к участию в розыгрыше чемпионатов мира. Сборная Новой Зеландии как одна из сборных мирового класса участвовала в чемпионате мира третий раз, выиграв в 1987 году титул чемпионов мира. На пути к финалу обе команды выиграли все матчи: сборная ЮАР одолела Самоа в четвертьфинале и Францию в полуфинале, а сборная Новой Зеландии — Шотландию в четвертьфинале и Англию в полуфинале.
Перед игрой новозеландцы расценивали как фавориты турнира: их соотношение набранных и пропущенных очков составляло 315:104, и их выход в финал был обеспечен благодаря блистательной игре их лидера Джона Лому, который занёс в полуфинале против англичан четыре попытки (20 очков). У ЮАР же показатели набранных и пропущенных очков были скромнее (129:55). Более того, новозеландцы Джона Лому и Марк Эллис лидировали по числу занесённых на турнире попыток (по 7 на каждого).

## Ход игры
В течение всего игрового времени не было занесено ни одной попытки, что, однако, не разрядило атмосферу на матче. Южноафриканцы исповедовали оборонительный стиль игры, не позволяя новозеландцам проводить атаки широким фронтом. Оборону обеспечивали фланкер Рубен Крюгер, стягивающий Марк Эндрюс и полузащитник схватки Йост ван дер Вестёйзен, которые выключили из игры Джона Лому. Счёт, однако, открыли новозеландцы, когда Эндрю Мертенс на 6-й минуте забил со штрафного, и повели 3:0. Через 11 минут ударом со штрафного Джоэль Странски сравнял счёт. Далее Мертенс и Странски снова обменялись ударами со штрафных, а на 32-й минуте Странски забил дроп-гол, и к перерыву сборная ЮАР повела 9:6.
Долгое время после перерыва не было никаких взрывавших игру действий. На 55-й минуте «Олл Блэкс» сравняли счёт, когда Мертенс снова забил дроп-гол. В конце матча Мертенс попытался забить дроп-гол, но его попытка оказалась неудачной, и счёт остался неизменным 9:9, вследствие чего впервые на чемпионатах мира было назначено дополнительное время. Мертенс в первом дополнительном тайме с большой дистанции забил дроп-гол, но Странски вскоре сравнял счёт. За семь минут до конца дополнительного времени Странски в решающий момент нанёс удар с 30 метров и поразил ворота новозеландцев: в оставшееся время «Спрингбокс» сумели отстоять победу и завоевать титул чемпионов мира.

## Ход матча
| 24 июня 2015 13:30 SAST (UTC+2)            | \| ЮАР \| 15:12 (д.в.) (9:6, 9:9) Отчёт \| Новая Зеландия \| \| Странски[англ.] 10', 21', 90' · Странски[англ.] 31', 93' \| Голы \| Мертенс[англ.] 5', 13', 82' · Мертенс[англ.] 54' \| | Стадион: Эллис Парк, Йоханнесбург Зрителей: 63 000 Судья: Эд Моррисон |
| ЮАР                                        | 15:12 (д.в.) (9:6, 9:9) Отчёт | Новая Зеландия                                                        |
| Странски 10', 21', 90' · Странски 31', 93' | Голы | Мертенс 5', 13', 82' · Мертенс 54'                                    |

| ЮАР | Новая Зеландия |

| FB          | 15 | Андре Жубер            |  |     |
| RW          | 14 | Джеймс Смолл           |  | 97' |
| OC          | 13 | Джепи Малдер           |  |     |
| IC          | 12 | Хенни Ле Ру            |  |     |
| LW          | 11 | Честер Уильямс         |  |     |
| FH          | 10 | Джоэль Странски        |  |     |
| SH          | 9  | Йост ван дер Вестёйзен |  |     |
| N8          | 8  | Марк Эндрюс            |  | 90' |
| BF          | 7  | Рубен Крюгер           |  |     |
| OF          | 6  | Франсуа Пинар          |  |     |
| RL          | 5  | Ханнес Стрюдом         |  |     |
| LL          | 4  | Кобус Визе             |  |     |
| TP          | 3  | Бэйли Сварт            |  | 68' |
| HK          | 2  | Крис Россув            |  |     |
| LP          | 1  | Ос дю Рандт            |  |     |
| Замены:     |    |                        |  |     |
| HK          | 16 | Нака Дротске           |  |     |
| PR          | 17 | Гарри Пэджел           |  | 68' |
| FL          | 18 | Рудольф Страули        |  | 90' |
| SH          | 19 | Йохан Ру               |  |     |
| WG          | 20 | Брендан Вентер         |  | 97' |
| FB          | 21 | Гэвин Джонсон          |  |     |
| Тренер:     |    |                        |  |     |
| Китч Кристи |    |                        |  |     |

| FB         | 15 | Глен Осборн    |  |              |              |
| RW         | 14 | Джефф Уилсон   |  | 55'          |              |
| OC         | 13 | Фрэнк Банс     |  |              |              |
| IC         | 12 | Уолтер Литтл   |  |              |              |
| LW         | 11 | Джона Лому     |  |              |              |
| FH         | 10 | Эндрю Мертенс  |  |              |              |
| SH         | 9  | Грэм Бэчоп     |  | с 67' по 70' | с 67' по 70' |
| N8         | 8  | Зинзан Брук    |  |              |              |
| OF         | 7  | Джош Кронфельд |  |              |              |
| BF         | 6  | Майк Брюэр     |  | 40'          |              |
| RL         | 5  | Робин Брук     |  |              |              |
| LL         | 4  | Иан Джонс      |  |              |              |
| TP         | 3  | Оло Браун      |  |              |              |
| HK         | 2  | Шон Фитцпатрик |  |              |              |
| LP         | 1  | Крэйг Дауд     |  | 83'          |              |
| Замены:    |    |                |  |              |              |
| WG         | 16 | Марк Эллис     |  | 55'          |              |
| FH         | 17 | Саймон Калхейн |  |              |              |
| SH         | 18 | Энт Стрэчен    |  | 67'          | 70'          |
| FL         | 19 | Джейми Джозеф  |  | 40'          |              |
| PR         | 20 | Ричард Лоу     |  | 83'          |              |
| HK         | 21 | Норм Хьюитт    |  |              |              |
| Тренер:    |    |                |  |              |              |
| Лори Мэйнс |    |                |  |              |              |

## Послематчевые события
После финала президент ЮАР Нельсон Мандела, носивший регбийку сборной ЮАР и крикетную кепку, вручил торжественно под рёв толпы на стадионе «Эллис Парк» Кубок Уэбба Эллиса капитану «Спрингбокс» Франсуа Пинару, и этот момент стал восприниматься как один из самых выдающихся моментов в финале любого спортивного соревнования 1990-х годов. Британская телепередача «100 величайших спортивных моментов» включила момент вручения Манделой кубка под номером 70 в свой список. Однако общее настроение от победы ЮАР было подпорчено на банкете, посвящённом окончанию турнира, несколькими поступками президента Регбийного союза ЮАР Луиса Луйта. В частности, Луйт заявил буквально следующее по поводу чемпионства сборной ЮАР:

На Кубках мира 1987 и 1991 годов не было настоящих чемпионов мира, поскольку там не играла сборная ЮАР.
Оригинальный текст (англ.)There were no true world champions in the 1987 and 1991 World Cups because South Africa were not there.

Новозеландские СМИ назвали речь Луйта о победе «Спрингбокс» невоспитанной и грубой, а делегация Новой Зеландии в знак протеста покинула банкет. Более того, Луйт открыто выразил поддержку валлийскому арбитру Дереку Бевану, который судил матч полуфинала между ЮАР и Францией. На последних секундах той встречи Беван не засчитал попытку Абделятифа Бенацци, который, по мнению многих, всё-таки приземлил мяч за зачётной линией, что было видно на телеповторе, но в те годы видеоповторы ещё не начали использовать. Именно незасчитанная попытка позволила ЮАР пройти в финал. Луйт предложил Бевану принять золотые часы в качестве подарка, в ответ на что Беван покинул зал.
В 2009 году Клинт Иствуд снял фильм «Непокорённый» о первых годах президентства Манделы и о проведённом чемпионате мира по регби как символе объединения нации. Сюжет фильма был основан на книге «Игра с врагом: Мандела и игра, создавшая нацию» (англ. Playing the Enemy: Mandela and the Game that Made a Nation) Джона Карлина. Роль Нельсона Манделы исполнил Морган Фримен, а роль Франсуа Пинара — Мэтт Деймон. Историческим и спортивным консультантом был участник финала 1995 года Честер Уильямс, а съёмки матча прошли как раз на том же стадионе «Эллис Парк».